# Ibanez

Logo

Ibanez ([ˈibæˌnəz], auch [ˈaɪbæˌnəz]) ist eine Marke des japanischen Unternehmens Hoshino Gakki für Gitarren, Bassgitarren und Effektgeräte. Hersteller der Gitarren ist überwiegend das Unternehmen Fujigen in Matsumoto (Präfektur Nagano), das auch Fender in Japan produziert. In Deutschland werden Produkte der Marke Ibanez von Roland Meinl Musikinstrumente in Gutenstetten vertrieben.

## Geschichte
Die Marke Ibanez wird vom Unternehmen Hoshino Gakki gehalten. Um 1929 wurden Gitarren aus der Werkstatt des spanischen Gitarrenbauers Salvador Ibáñez nach Japan importiert. 1935 begann Hoshino Gakki selbst Saiteninstrumente unter dem Namen Ibanez Salvador in Nagoya zu fertigen. Später wurde der Markenname auf Ibanez gekürzt.
In den 1960ern wurden unter dem Namen Ibanez Kopien anderer erfolgreicher Produzenten, beispielsweise der Fender Jazzmaster, hergestellt. Das erste eigene Modell des Unternehmens war die Ibanez Iceman.
1987 entwickelten Hoshino Gakki und Steve Vai die Ibanez JEM und die Ibanez Universe, letztere eine siebensaitige E-Gitarre, die mit einer zusätzlichen tiefen H-Saite versehen ist.

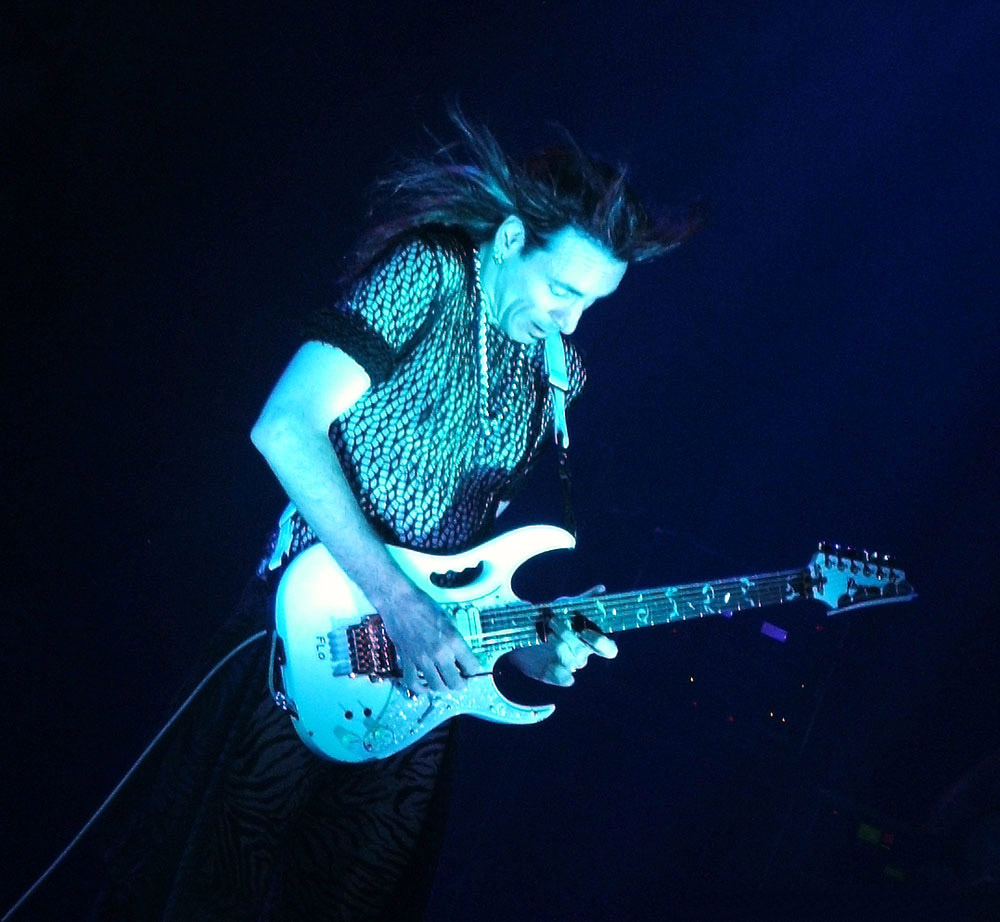
Steve Vai mit seiner JEM

Das Preisspektrum der Instrumente reicht von Einsteigergitarren bis zur Spitzenklasse. Die Wizard-Hälse, die bis dato die dünnsten ihrer Art sind, gehören mit zur Oberklasse im Musikinstrumentenbau. Die Prestige-Serie stellt momentan die oberste Kategorie dar. Die Instrumente werden weitgehend von Hand gefertigt und werden aus hochwertigen Hölzern, mit Tonabnehmern u. a. von DiMarzio, Seymour Duncan oder EMG sowie auch mit besserer Hardware hergestellt.

## Gitarren

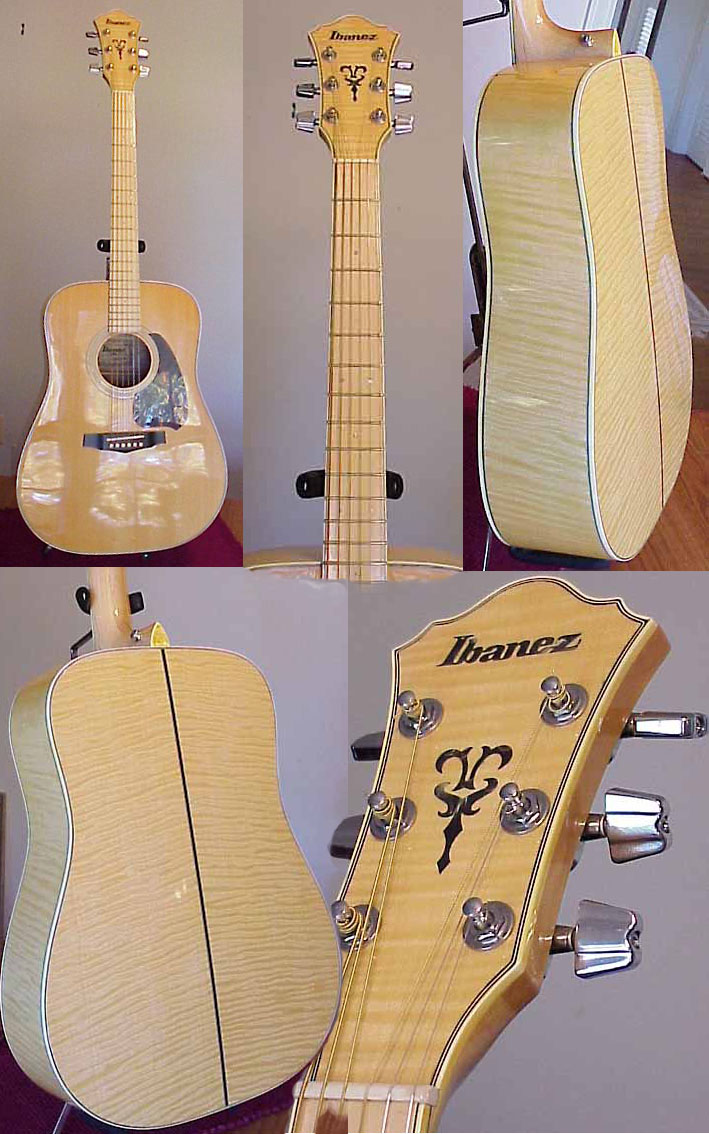
Ibanez NW 340 Maple

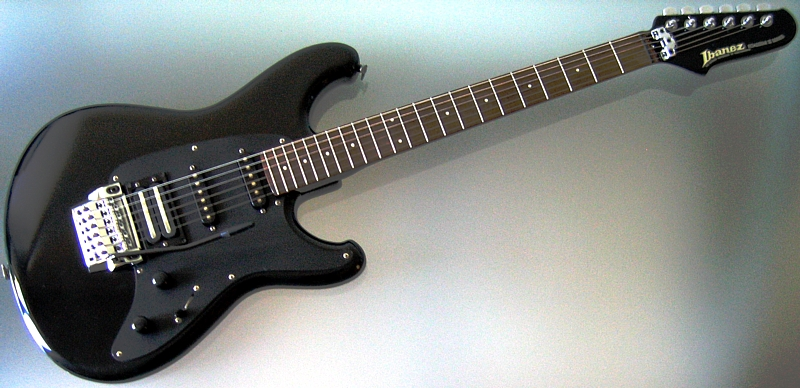
Ibanez Roadstar II Series aus den 1980er Jahren

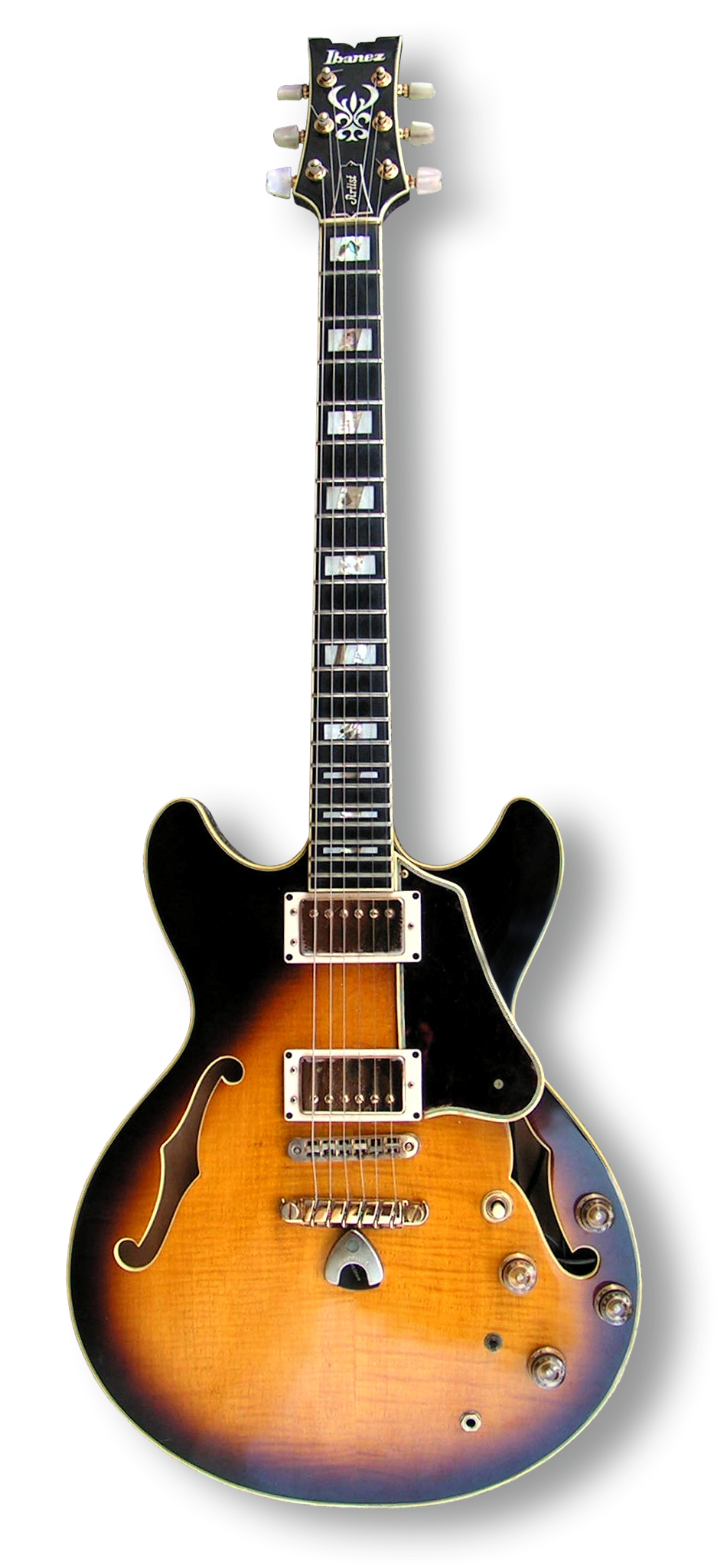
Ibanez Artist AS 200 AV, wie sie viele Jahre von John Scofield gespielt wurde

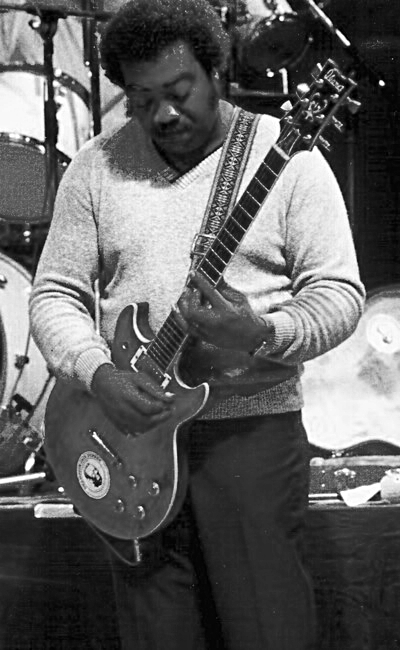
Joe Guitar Hughes mit Ibanez-Gitarre

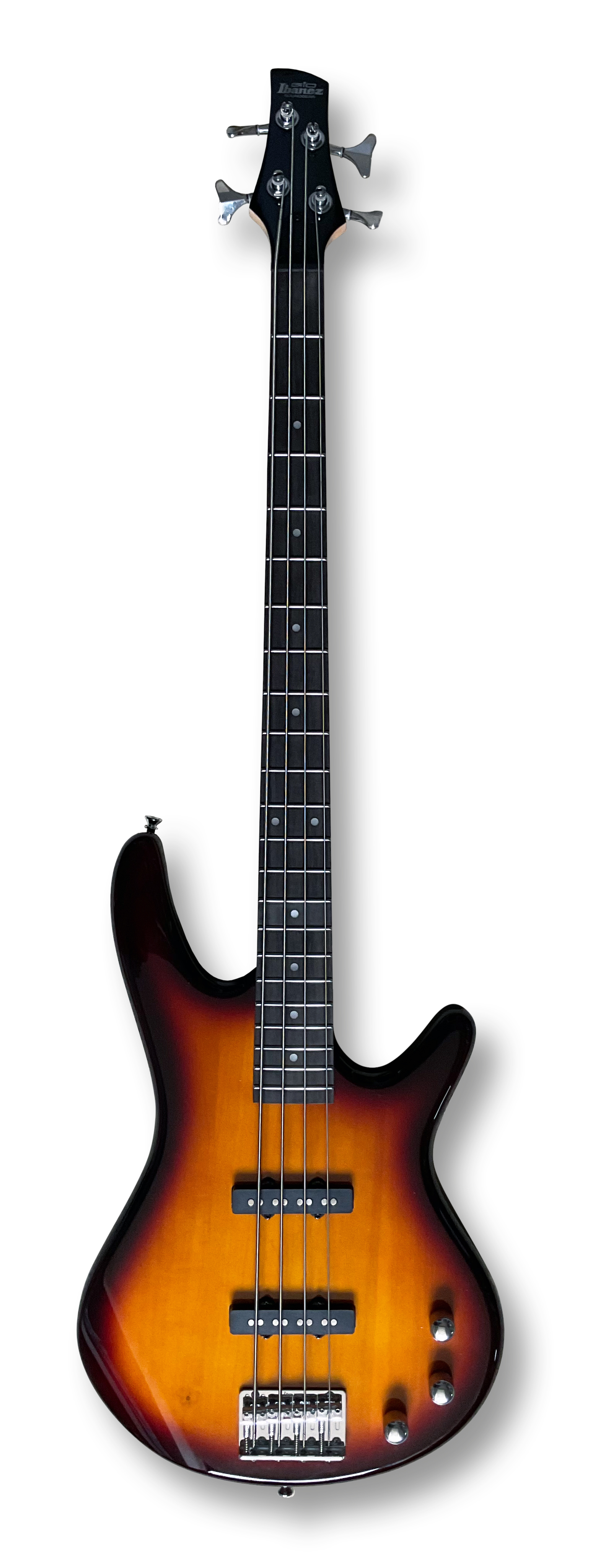
Ibanez E-Bass GSR180 BS

Manche Modelle haben inzwischen Kultstatus, wie die Instrumente aus der Concord-Serie, Artcore-Serie oder auch die Gitarren aus der Roadstar-, S- und RG-Serie. Ibanez hat zwei Custom-Shops, einen in Japan und einen in den USA. Diese Instrumente sind qualitativ hochwertig und werden in kleineren Auflagen in Handarbeit produziert.

### Akustische Gitarren (Western und Classic)
- Salvador Ibáñez
- Ibanez Vintage Classic Guitars
- Ibanez-Concord-Serie
- Ibanez-Artist-Serie
- Ibanez-AE-Serie
- Ibanez-AW-Serie
- Ibanez-CR-Serie
- Ibanez-PF-Serie
- Ibanez-GA-Serie
- Ibanez-TU-Serie
- Ibanez-NW-Serie

### E-Gitarren
- Ibanez Artist-Serie[3]
- Ibanez-JEM-/UNIVERSE-Serie
- Ibanez-JS-Serie
- Ibanez-RBM-Serie
- Ibanez-FGM-Serie
- Ibanez-PGM-Serie
- Ibanez-GB-Serie
- Ibanez-S-Serie
- Ibanez-R-Serie
- Ibanez-RG-Serie
- Ibanez-RT-Serie
- Ibanez-EX-Serie
- Ibanez-FR-Serie
- Ibanez-DN-Serie[4]
- Ibanez Artstar-Serie
- Ibanez Falchion
- Ibanez Xiphos
- Ibanez Iceman
- Ibanez Fireman
- Ibanez Ghostrider
- Ibanez Gio

### Bässe
- Ibanez-BTB-Serie
- Ibanez-SR-Serie
- Ibanez-ATK-Serie
- Ibanez-TR-Serie
- Ibanez-GSR-Serie

### Signaturmodelle
Ibanez baut unter anderem Signaturmodelle für Gitarristen wie George Benson, Wes Borland, Steve Vai, Joe Satriani, Daron Malakian, Mick Thomson, Paul Stanley, Andy Timmons, Pat Metheny, John Scofield, Joe Pass, Nita Strauss, Joe Guitar Hughes,  Paul Gilbert, Herman Li, James Shaffer sowie früher für John Petrucci und Steve Lukather, bevor diese bei Music Man unter Vertrag gingen.

## Mandolinen
Artist-Mandolinen-Serie

## Banjos
Artists-Banjos-Serie

## Effektgeräte

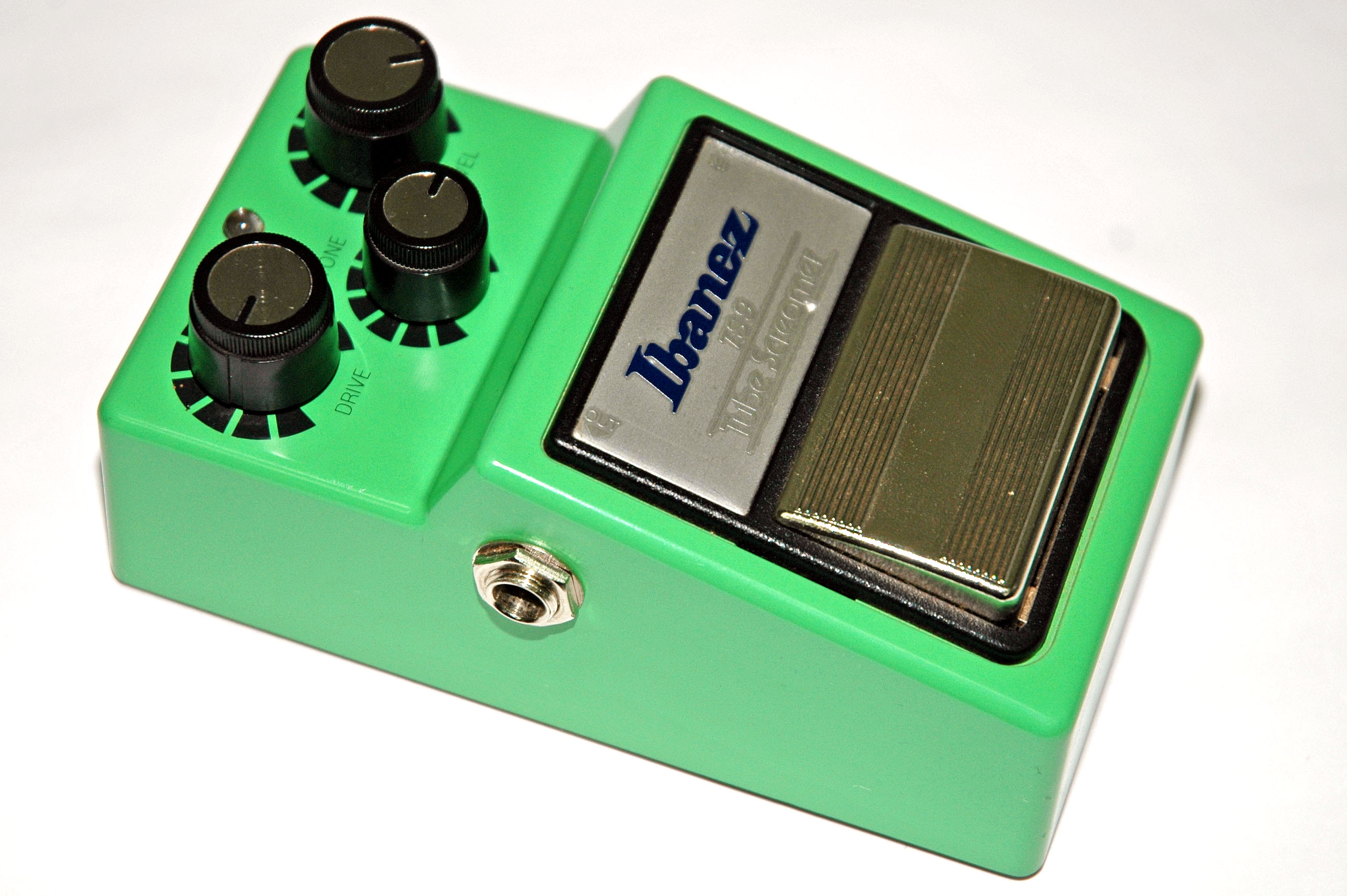
Ibanez ts9 tube screamer

### Bodeneffekte
- Tubescreamer TS-808

Der Tubescreamer ist ein klassischer Overdrive. Der TS-808 war der erste Tubescreamer der Ende der 70er Jahre erschien.
- Tubescreamer TS-9

Der TS-9 kam 1982 auf den Markt. Er ist ein Nachfolgemodell des TS-808.
- Tubescreamer TS-9DX
- Flanger FL-9
- Chorus CS-9

### Bodenpedale
- Blubber (1972)

Wah-Wah.
- Double Sound (1974)

Wah wah und Distortion.

### Multieffekte
- UE-300

Compressor, Overdrive, Chorus
- UE-400

Compressor, Phaser, Distortion, Chorus/Flanger
- UE-405

Compressor/Limiter, Stereo Chorus, Parametric Equalizer, Analog-Delay

### Andere Effekte
- Analog-Delay AD 100
- Analog-Delay AD 202

2-Kanal-Delay.

## Verstärker

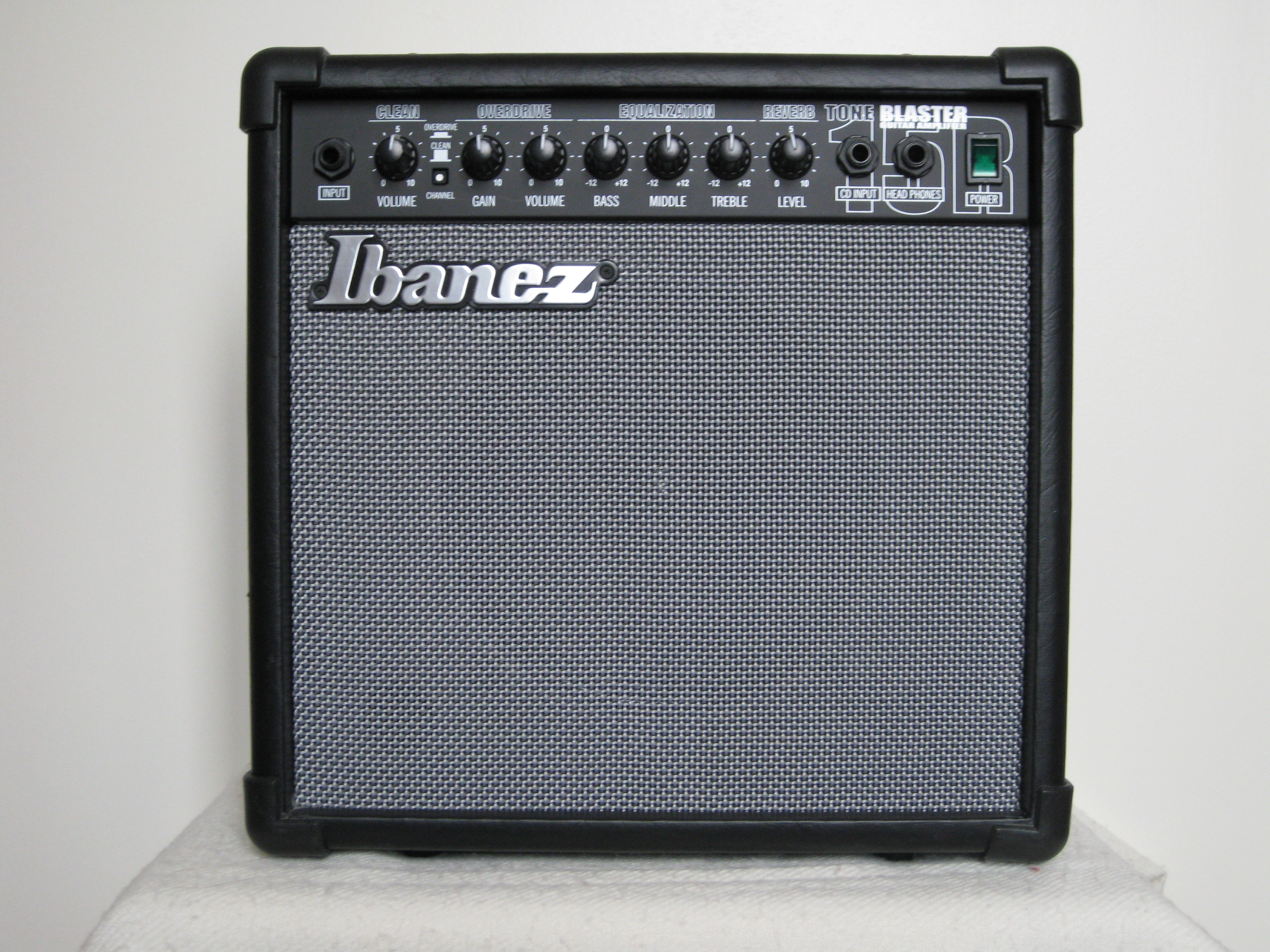
Tone Blaster TB-15R

Es gibt von Ibanez sowohl E-Gitarren-, Akustikgitarren- und Bassverstärker. Es wurden sowohl Transistorverstärker als auch Röhrenverstärker hergestellt.

### Akustikgitarrenverstärker
Troubadour-Serie
Combos:
- TA-20

Leistung: 20 W/4 Ω
- TA-35

Leistung: 35 W/4 Ω
- TA-225

Leistung: 2x 25 W/8 Ω

### E-Gitarrenverstärker
Stagemaster-Serie
- Stagemaster FS-41 (1972)

Leistung: 40 W
Tone-Blaster-Serie
Combos:
- TB-15/TB-15R

Leistung: 15 W/4 Ω
- TB-15D

Leistung: 15W/4Ω, mit digitaler Effekteinheit.
- TB-25/TB-25R

Leistung: 25 W/8 Ω
- TB-50R

Leistung: 50 W/8 Ω
- TB-225

Leistung: 2x 25 W/8 Ω
Stacks:
- TB-100R

Leistung: 100 W/8 Ω; 120 W/4 Ω
- TB-212

Lautsprecher: 2x12"
- TB-100H

Leistung: Verstärker mit 100 W/8 Ω bzw. 120 W/4 Ω. Topteil für Boxen TB-412A/TB-412S.
- TB-412A/TB-412S

Lautsprecher: 4x12"
Boxen für TB-100H zur Bildung eines Halfstack mit TB-412A oder eines Doublestack mit TB-412A und TB-412S

### Bassverstärker
Stagemaster-Serie
- Stagemaster FSB-41 (1972)

Leistung: 40 W
Sound Wave-Serie
Combos:
- SW-20

Leistung: 20 W/4 Ω
- SW-35

Leistung: 35 W/4 Ω
- SW-65

Leistung: 65 W/4 Ω
- SW-100

Leistung: 100 W8 Ω; 145 W/4 Ω

## Weitere Produkte
- Equalizer
- Mixer
- Aufnahmegeräte
- Mikrofone
- Stimmgeräte

Des Weiteren gibt es von Ibanez allgemeines Zubehör, Ersatzteile und Austauschteile wie Tonabnehmer, Plektren, Saiten, Kabel, Tremolo, Knöpfe, Taschen, Koffer, Ständer usw.